# Natacha Seseña
Pour les articles homonymes, voir Seseña.
Natacha Seseña Diez, née à Madrid, le 10 juillet 1931 et morte le 31 octobre 2011 dans la même ville, est une historienne de l'art, chercheuse et intellectuelle espagnole, spécialisée dans le champ ethnographique de la poterie traditionnelle et la céramique historique. Elle est membre fondatrice de l'Académie internationale de la céramique de Genève, membre de l'Académie royale des Beaux-Arts Saint-Ferdinand et de l'Académie royale des Beaux-Arts de Cadix.

## Biographie
Natacha Seseña naît à Madrid, fille de Concepción Lafuente et Tomás Seseña. Du fait de la guerre civile, la famille s'installe à Calatayud.
Elle s'inscrit en 1949 à l'université complutense de Madrid, et fréquente l'Athénée. Elle obtient son diplôme d'histoire en 1954 et reçoit une bourse d'études pour l'Amérique. Elle réalise un master en littérature comparée au Smith College, à Northampton dans le Massachusetts.
Elle réalise une thèse sur la céramique en Nouvelle-Castille en 1970, qu'elle publie en 1975 sous l'intitulé La cerámica popular en Castilla la Nueva. Elle épouse Neil Magee, le couple a deux filles, Patricia et Lorena, puis se sépare. Natacha Seseña rentre en Espagne et s'installe à Madrid. Elle meurt à 80 ans,,,.

## Activité professionnelle
Durant son séjour aux États-Unis, elle enseigne au Smith College et, quelque temps, au Wellesley College. Après son retour en Espagne, elle est directrice pédagogique adjointe  de l'université de New York à Madrid. Elle est présidente de l'Asociación Española de Mujeres Universitarias.
Dans les années 1970, elle participe à l'élaboration d'un guide sur la poterie espagnole, avec Margarita Sáez, le sculpteur Arcadio Blasco et le photographe Agustín Rico, en Nouvelle-Castille.
Au printemps 1981, elle fonde avec Enrique Tierno Galván, alors maire de Madrid, la Foire de la vaisselle de Madrid, dont l'édition de 2010 lui rend hommage.
Dans son travail de directrice des arts plastiques de la Fundación Banco Exterior, elle est commissaire de deux expositions consacrées à Esteban Vicente en 1987, et à Remedios Varo en 1988.
Les archives de Natacha Seseña sont léguées par ses filles à l'Escuela de Cerámica Francisco Alcántara.

## Prix et distinctions
- 2010 : prix national de l'Asociación Española de Ciudades de la Cerámica[13]
- 2005 : médaille d'or du mérite des beaux-arts[14]

## Publications

### Ouvrages
- La cerámica popular en Castilla la Nueva, Madrid, Editora Nacional, 1975.
- Barros y lozas de España. Madrid, Prensa Española, 1976  (ISBN 84-2870-402-3).
- Guía de los alfares de España, avec Rüdiger Vossen & Wulf Köpke, Madrid, Editora Nacional, 1975  (ISBN 84-2761-293-1)
- Cacharreria popular, Madrid, Alianza Editorial, 1997  (ISBN 84-206-4255-X).
- Luis Meléndez: Bodegones. « De lo pintado a lo vivo. Objetos y usos cotidianos en los bodegones de Luis Meléndez », p.119-153, (catalogue de l'exposition, avec Peter Cherry et Juan José Luna, Madrid, Museo Nacional del Prado, 2004  (ISBN 978-84-8480-057-6).
- Vida cotidiana en tiempos de Goya, avec Carmen Martín Gaite & Gonzalo Anes, Madrid, Ministerio de Educación y Cultura, Dirección General de Bellas Artes y Bienes Culturales, 1996  (ISBN 84-7782-414-2).
- Goya y las mujeres. Madrid, Taurus, 2004  (ISBN 9788430605071).
- Falso curandero (poésie). Castelló de la Plana, Ellago Ed.S.L., 2004  (ISBN 978-84-9588-145-8)[15].

### Articles de revues
- «Influencia del turismo en la evolución de la cerámica popular española», en Coloquio Internacional de Estudios Etnográficos Rocha Peixoto, Povoa de Varzim (Portugal), 1966.
- «Alfarería de Mota del Cuervo», en Revista de dialectología y traciciones populares, t.XXIII, Madrid, C.S.I.C., 1967.
- «La cerámica de Manises en el siglo XIX», Inst. "Diego Velázquez" C.S.I.C., Madrid, 1970.
- «La artesanía de Coyotepec (México)», en Actas del II Congreso Nacional de Artes y Costumbres Populares, Zaragoza, 1974.
- «Una clasificación de la cerámica popular española», Cuadernos del Seminario de estudios cerámicos de Sargadelos, núm.21, La Coruña, Ediciones del Castro, 1977.
- «Cerámica popular española», en Anuario Español de Arte, Madrid, 1981.
- «La cerámica en Madrid», en Catálogo Ceramistas en Madrid, Madrid, Museo Municipal, 1981.
- «Las lozas de Talavera y Puente», Catálogo de la Exposición celebrada en el Mercado Puerta de Toledo, Madrid, 1989.
- «Cerámica (siglos XIII - XIX)», en Antonio Bonet Correa (coord.): "Historia de las artes aplicadas e industriales en España". Madrid, Cátedra, 1987.
- «El azulejo en el comercio de Madrid» (junto a varios autores). Madrid, Cámara de Comercio e Industria, 1989.
- «Picasso ceramista», Colección "Los Lunes con Picasso". Fundación Pablo Ruiz Picasso, Málaga, 1990.
- «El búcaro en las Meninas», en Velázquez y el arte de su tiempo. Y «Los barros y lozas que pintó Velánquez», Archivo español de arte, ISSN 0004-0428, Tomo 64, núm. 254, pags. 171-180. Madrid, Centro de Estudios Históricos, C.S.I.C., 1991.